# O Rei do Cu
O Rei do Cu é o décimo terceiro álbum de estúdio do cantor brasileiro Rogério Skylab, e a primeira parte de sua "Trilogia do Cu". Foi lançado de forma independente em 17 de maio de 2018, e vê Skylab retornando à sonoridade experimental e eclética que havia previamente desenvolvido em sua série de 10 álbuns Skylab, de 1999–2011, e abandonado em sua então mais recente "Trilogia dos Carnavais" (2012–2015). Pode ser baixado gratuitamente no site oficial do músico, estando também disponível em plataformas de streaming.

## Antecedentes
De acordo com Skylab, o nome do álbum (e, como um todo, a trilogia da qual faz parte) foi inspirado por uma controversa afirmação proferida por Lulu Santos em fins de dezembro de 2017, na qual ele alegou que "a MPB estava regredindo à sua 'fase anal'", aludindo ao então recém-lançado videoclipe da canção "Vai Malandra", de Anitta. Indiretamente criticando a afirmação, Skylab respondeu que, "para ratificar essa tendência, [seu] próximo álbum teria cu pra todo lado".
Em 7 de março de 2018, Skylab anunciou em sua página do Facebook que já havia começado a trabalhar no supracitado álbum, que se chamaria O Rei do Cu. No mesmo post, também disse que seria o primeiro volume de uma nova trilogia, a "Trilogia do Cu".
Em 2 de abril de 2018, Skylab postou em seu perfil do SoundCloud um breve teaser de 30 segundos de uma das faixas que viriam a ser incluídas no disco, "Dedo no Cu e Gritaria", inspirada por um meme de Internet obscuro originado em comunidades brasileiras de shitposting. A faixa "Eu Durmo Pouco pra Ficar com Sono" estreou ao vivo no late-night talk show The Noite, apresentado por Danilo Gentili, em 24 de abril de 2018. Um show promovendo o lançamento do álbum ocorreu na Sala Baden Powell do Teatro Copacabana, no Rio de Janeiro, em 25 de abril de 2018.

## Recepção
Ipitácio Oliveira do radiocultfm fez uma análise positiva de O Rei do Cu, chamando-o de um disco "lírico" e "menos psicodélico do que seus predecessores", fazendo-o "mais acessível a novos ouvintes". Ele encerrou sua crítica elogiando Skylab como "um dos cantores mais originais e heterodoxos de todos os tempos".

## Legado
Em 2024, Skylab viria a regravar a faixa "O Impossível" para seu álbum Trilogia do Fim, Vol. 2.

## Faixas
Todas as faixas escritas e compostas por Rogério Skylab. 
| N.º | Título                                                    | Duração |  |
| 1.  | "Eu Durmo Pouco pra Ficar com Sono"                       | 5:14    |  |
| 2.  | "Dedo no Cu e Gritaria"                                   | 4:40    |  |
| 3.  | "O Eco da Queda"                                          | 3:05    |  |
| 4.  | "O Impossível"                                            | 3:39    |  |
| 5.  | "Meu Signo"                                               | 2:04    |  |
| 6.  | "O Grande Fim"                                            | 3:07    |  |
| 7.  | "Cara de Cu"                                              | 3:40    |  |
| 8.  | "Antes que o Dia Amanheça"                                | 3:18    |  |
| 9.  | "Jeneci, Kassin, Tulipa" (part. Thiago Amud e Mi Alvelli) | 5:03    |  |
| 10. | "Maré Cheia"                                              | 3:01    |  |
| 11. | "O Preto do Brizola"                                      | 3:58    |  |
| 12. | "O Rei do Cu"                                             | 5:15    |  |

## Créditos
- Rogério Skylab – vocais, produção
- Thiago Martins – guitarra
- Yves Aworet – baixo
- Alex Curi – bateria
- Thiago Amud, Mi Alvelli – backing vocals (faixa 9)
- Daniel Nakamura – mixagem, masterização
- Solange Venturi – arte de capa